# Пилипи-Олександрівські
Пилипи-Олександрівські — село в Україні, у Віньковецькій селищній громаді Хмельницького району Хмельницької області. Населення становить 953 особи.

## Географія
У селі бере початок річка Прут, ліва притока Ушиці. На схід від села розташована ботанічна пам'ятка природи «Берека звичайна».

## Історія
7 (20) листопада 1917 року, відповідно до Третього Універсалу Української Центральної Ради, увійшло до складу Української Народної Республіки.
12 червня 2020 року, відповідно до розпорядження Кабінету Міністрів України № 727-р «Про визначення адміністративних центрів та затвердження територій територіальних громад Хмельницької області», увійшло до складу Віньковецької селищної громади.
19 липня 2020 року, після ліквідації Віньковецького району, село увійшло до Хмельницького району.
Колишній орган місцевого самоврядування - Пилипо-Олександрівська сільська рада.